# Maximilian Habicht
Christian Maximilian Habicht (även Max Habicht), född den 8 mars 1775 i Breslau, Nedre Schlesien, död där den 25 oktober 1839, var en tysk arabist. 
Habicht låg bakom en fullständig tysk översättning av sagosamlingen Tusen och en natt, som grundades på Antoine Gallands franska version, kompletterades av en tunisisk handskrift och utarbetades tillsammans med Friedrich Heinrich von der Hagen och Karl Schall (Breslau 1825).